# Nico Birnbaum
Nico Birnbaum (* 1977 in Kiel) ist ein deutscher Schauspieler.

## Leben
Nico Birnbaum studierte, bevor er Schauspieler wurde, zunächst Literaturwissenschaft und Philosophie an der Universität Aix-en-Provence und lebte als Übersetzer und Deutschlehrer in Rom.
Ab 2008 nahm Birnbaum Schauspielunterricht. Er besuchte Schauspielseminare und Workshops (u. a. bei Laboratory Actors Berlin). 2010–2011 studierte er an der „Scuola Nazionale di Cinema Indipendente“ in Florenz. Nach Fertigstellung seiner teilweise in Florenz entstandenen Doktorarbeit Die Freiheit der Bewegung in Franz Kafkas „Der Verschollene“ und „Das Schloß“ zum Werk Franz Kafkas und der Promotion (2009–2011) mit summa cum laude an der Rheinischen Friedrich-Wilhelms-Universität Bonn (mdl. Prüfung im Mai 2012) gab Birnbaum seine akademische Laufbahn auf und entschied sich ganz für eine professionelle Schauspielkarriere. 2014–2016 erhielt er Schauspieltraining und Schauspielcoaching für Film, TV und Theater bei der Berliner Schauspielagentur „Die Tankstelle“.
Erste Theaterengagements hatte Birnbaum an freien Theatern, so beim Theater Acud in Berlin (2008, 2009), bei den „Society Players“ (Theater Hautnah e. V.) in Berlin (April/Mai 2009) und im Kulturzentrum Brotfabrik Berlin (2013). 2014 trat er am Berliner Schlosspark Theater als FBI-Agent Simpson in dem Stück Einsteins Verrat von Éric-Emmanuel Schmitt auf. Mit dieser Produktion ging er in der Theatersaison 2014/15, mit Matthias Freihof (Einstein) und Volker Brandt (Vagabund) als Partnern, auch auf Deutschland-Tournee. Im April/Mai 2016 folgte eine Wiederholungstournee mit dem Tournee-Theater „Thespiskarren“, in der Birnbaum in seiner Rolle mit Mathias Harrebye-Brandt alternierte. 2015 gastierte er im Hebbel am Ufer mit dem halbstündigen englischen Monolog Warning Signs in einer Produktion des „Dream Epic Theatre“ von David Kantounas. 
Erste Filmarbeiten entstanden während Birnbaums Zeit in Florenz, wo er in mehreren Kurzfilmen der „Scuola Nazionale di Cinema Indipendente“ mitspielte. 2010 drehte er auch seinem ersten Kinofilm Reality News (als Anführer der Terroristen) von Salvatore Vitiello, der 2014 in Italien veröffentlicht wurde.
Im deutschen Fernsehen hatte er Episodenrollen in den Fernsehserien Schicksale – und plötzlich ist alles anders (2013, als charmanter Diamantenhändler und späterer Erpresser Lukas von Schönfels; 2014, als Vergewaltiger Simon Kronen), Unter uns (2013, als durchtriebener Journalist Martin Hellwing, mit Kathrin Osterode als Partnerin) und Verbotene Liebe (2015, als Drogendealer Sandro Wollmers, an der Seite von Jens Hartwig). 
Im November 2017 war Birnbaum in der 5. Staffel der ZDF-Serie Heldt in einer Episodenrolle als Andreas Bruhn zu sehen; er spielte den Inhaber des Motorradladens „Ruhrpott Rider“. 
Birnbaum arbeitet auch als Synchronsprecher und Hörspielsprecher. Er ist Mitglied im Bundesverband Schauspiel (BFFS) und lebt in Berlin.

## Filmografie (Auswahl)
- 2013: 5 Jahre Leben (Kinofilm)
- 2013: Schicksale – und plötzlich ist alles anders[9]: Erpresst (Fernsehserie, eine Folge)
- 2013: Unter uns (Fernsehserie, eine Folge)
- 2014: Reality News (Kinofilm)
- 2014: Schicksale – und plötzlich ist alles anders[10]: Zeichen der Schande (Fernsehserie, eine Folge)
- 2014; 2015: In Gefahr – Ein verhängnisvoller Moment (Fernsehserie, zwei Folgen)
- 2015: Verbotene Liebe: Das erste Opfer (Fernsehserie, eine Folge)
- 2017: Veras Mantel (Kinofilm)
- 2017: Heldt: Nachbarschaftswache (Fernsehserie, eine Folge)
- 2019: Die Spezialisten – Im Namen der Opfer: Nazigold (Fernsehserie, eine Folge)
- 2020: SOKO Wismar: Zucht und Ordnung (Fernsehserie, eine Folge)
- 2021: Gute Zeiten, schlechte Zeiten (Fernsehserie, Folge 7208)[11]
- 2021: Nihat – Alles auf Anfang (Miniserie)
- 2024: We Were the Lucky Ones (Miniserie)